# إيسابيل أيارثابال
إيزابيل أويارثابال سميث (مالقة، 12 يونيو 1878 - مكسيكو سيتي، 28 مايو 1974)، والمعروفة أيضًا باسمها المستعار «إيزابيل دي بالينثيا»، كانت مترجمة وصحفية وكاتبة وممثلة ودبلوماسية إسبانية. وبصفتها سفيرة لإسبانيا في السويد ثم في فنلندا، كانت أول امرأة تتولى منصب سفيرة لإسبانيا.
كانت الابنة الثالثة لخوان أويارثابال بوتشيلّي (1835-1903)، وهو إسباني من مالقة وأصوله باسكية، وزوجته الإسكتلندية آنا سميث-غوثري (1846-1930). وقد أثمر زواجهما عن أربع بنات وثلاثة أبناء. نشأت إيزابيل في أسرة برجوازية، ما أتاح لها أن تحيا حياة مريحة وأن تتلقى تكوينًا فكريًّا عميقًا. بدأت دراستها الأولى في مدرسة «لا أسونسيون» بالعاصمة، وتلقت تربيتها في كنف الديانة الكاثوليكية.
في عام 1905، وبعد سنوات من وفاة والدها، غادرت مالقة وانتقلت إلى مدريد للعمل كممثلة مسرحية في فرقة ماريا توباوب وسيفيرينو بالينثيا. وقد ظهرت لأول مرة باسمها الفني «إيزابيل أرانغورين» في مسرحية من الريبرتوار بعنوان بيبِيتا تودو من تأليف سيفيرينو بالينثيا، وظلت ضمن طاقم الفرقة حتى أواخر عام 1906.
بفضل هذا العمل تعرّفت على سيفيرينو بالينثيا ألفاريث-توباوب — المحامي والرسّام والدبلوماسي — الذي تزوّجته في 6 يوليو 1909، وأنجبت منه طفلين: سيفيرينو (1910) وماريا إيزابيل (1914). وكان الزوجان يتنقّلان باستمرار بين أماكن الإقامة لأسباب مهنية؛ فسكنا في السويد وفنلندا والولايات المتحدة (نيويورك)، وأخيرًا في المكسيك، حيث اضطرا إلى المنفى عام 1939 لانتمائهما إلى صفّ الجمهوريين.
أتاحت لها معرفتها باللغة الإنجليزية أن تعمل أستاذة للغة الإسبانية في ساسكس بإنجلترا، وأن تكون مراسلة لمجلات وصحف إنجليزية مثل Laffan News Bureau وصحيفة The Standard، وأن تترجم أعمالًا أدبية مثل رواية سيلاس مارنر لجورج إليوت، وأن تعمل أيضًا مترجمة شفوية في مؤسسات مثل المعهد الدولي للإحصاء.
في عام 1907 أسست، إلى جانب أختها آنا وصديقتها رايموندا أبيثييا، أول مجلة نسائية بحتة في إسبانيا، بعنوان السيدة والحياة المصورة (La Dama y La Vida Ilustrada)، التي استمرت في الصدور أربع سنوات. وانطلاقًا من هذه التجربة الأولى، شرعت إيزابيل في مسيرة صحفية مثمرة، وكتبت في عدد من المجلات والصحف الوطنية مثل بلانكو إي نيغرو، إل إيرالدو، نويوو موندو، لا إيسفيرا، إل سول، إل ديا، إليغانثياس، لا بوس دي مدريد وكوسموبوليس، وغيرها. تناولت في مقالاتها موضوعات متنوعة، أبرزها دور المرأة في المجتمع والمطالبة بحقوقها، ولا سيما حقها في التصويت، إلى جانب قضايا اجتماعية مثل وضع الصحة والتعليم في إسبانيا. وكانت غالبًا توقّع مقالاتها باسم مستعار هو «بياتريث غاليندو» أو «إيزابيل دي بالينثيا» أو «إيزابيل أو. دي بالينثيا».
كتبت النقد المسرحي في صفحات صحيفة إل سول الصادرة في مدريد من عام 1918 حتى عام 1920. وفي عام 1930 شاركت في «العندليب الأبيض» (El Mirlo Blanco)، وهو مسرح حُجرة كان يديره سيبريانو ريباستشريف. وهناك قدّمت عرضًا لأول مرة لمسرحيتها حوار مع الألم ليلة 20 مارس 1926.
طالبت إيزابيل، إلى جانب زميلتيها جوليا بيغيرو وبنيتا أساس مانترولاً، بريمو دي ريبيرا بحق المرأة في التصويت عام 1923. وكانت واحدة من المؤسِّسات لـ نادي ليسيوم في مدريد، كما انضمت إلى الجمعية الوطنية للنساء الإسبانيات (ANME) التي تولّت رئاستها لاحقًا، وإلى المجلس الأعلى النسوي في إسبانيا، والرابطة النسائية الإسبانية من أجل السلام والحرية، والتجمّع النسائي الاشتراكي، وخلال الحرب انخرطت في اللجنة الوطنية لجمعية النساء المناهضات للفاشية (AMA).
في عام 1930 أصبحت المرأة الوحيدة في اللجنة الدائمة لمناهضة الرق التابعة لعصبة الأمم. كما شاركت في مؤتمر التحالف من أجل الاقتراع العام الذي عُقد في جنيف.
شغلت إيزابيل عدة مناصب في ظل الجمهورية الإسبانية الثانية. وإذ كانت منتمية إلى الحزب الاشتراكي العمالي الإسباني (PSOE) وإلى الاتحاد العام للعمال (UGT) منذ عام 1931، ترشحت عن الحزب الاشتراكي لانتخابات البرلمان التأسيسي عام 1933، لكنها لم تفز بمقعد. وفي العام نفسه أصبحت أول امرأة تعمل مفتشة عمل في إسبانيا. كما رشّحها لويس أراكويستايين، سفير الجمهورية، لمنصب المستشارة الفنية للوفد الحكومي في المؤتمرين الخامس عشر والسادس عشر لمنظمة العمل الدولية (OIT) اللذين انعقدا في جنيف عامي 1931 و1932.
في عام 1935 أصبحت عضوًا في أتيـنيو مدريد، وقد سُجّلت فيه بصفتها كاتبة. وفي العام نفسه عُيّنت مندوبة عن الاتحاد العام للعمال (UGT) لحضور المؤتمر الدولي التاسع عشر لمنظمة العمل الدولية (OIT). وشاركت بصفتها «مندوبة عمّالية»، وذلك تعبيرًا عن معارضتها للحكومة المحافظة التابعة لاتحاد اليمين المستقل الإسباني (CEDA).
مع بداية الحرب الأهلية قامت بجولة محاضرات في 42 مدينة بالولايات المتحدة وكندا خلال 53 يومًا لجمع الدعم للجمهورية. وفي نيويورك نجحت في جمع 25,000 شخص في ماديسون سكوير جاردن. كما عُيّنت سفيرة لإسبانيا في السويد ثم في فنلندا بين عامي 1936 و1939.
في عام 1939، بعد انتهاء الحرب، نَفَتْ نفسها مع أسرتها إلى المكسيك، حيث عاشت وواصلت الكتابة حتى وفاتها، التي وقعت في 28 مايو 1974 في مكسيكو سيتي. وفي عام 1940 نشرت إحدى دور النشر الأميركية مذكّراتها، التي كانت قد كتبتها بالإنجليزية، ولم تُنشر بالإسبانية حتى عام 2011، تحت عنوان: جوع إلى الحرية: مذكّرات سفيرة جمهورية.
في المكسيك انضمت إلى اتحاد النساء الإسبانيات، وساهمت بالكتابة في مجلتهن النساء الإسبانيات.
روح الطفل. مقالات في علم نفس الطفولة، مدريد، V. H. Sanz Calleja، 1921: قالت كارمن سيرفين، في مراجعتها للعمل في مجلة الهسبانية، إن كتاب روح الطفل لإيزابيل أويارثابال يعكس الهموم التربوية في عشرينيات القرن العشرين من خلال تناوله تحسين التعليم بمنهج تجريبي، إذ يصف الصفات والعيوب لدى الأطفال، ويجمع بين علم النفس التجريبي والنمائي، ويبرز أهمية بيئة أسرية دافئة في نمو الطفل. صدرت طبعة 1921 مصحوبة بمقدمة كتبها خوسيه أورتيغا مونيا، وبدعم من قسم آراء نقدية ساهم فيها ماريا دي مايثتو، وبنيتا أساس مانترولّا، وخوسيه فرانكوس رودريغيث. وهناك طبعة ثانية للنص صدرت في المكسيك عن منشورات أزتلان عام 1958.
الزارع زرع البذرة، مدريد: ريفادينييرا (1923).
الزي الإقليمي في إسبانيا: أهميته كتعبير بدائي عن المثل الجمالية للبلاد، مدريد: بولونتاد (1926).
يجب أن أحظى بالحرية، نيويورك: لونغمانز، غرين وشركاه (1940).
خوان، ابن الصياد، نيويورك: لونغمانز، غرين وشركاه (1940).
خنزير القديس أنطونيوس، نيويورك: لونغمانز، غرين وشركاه (1940).
حوارات مع الألم: مقالات درامية وقصة، المكسيك: إديتوريال لييندا، سلسلة أتالايا (1944).
حرية مشتعلة: قصة الجمهوريين الإسبان في المنفى، نيويورك: لونغمانز، غرين وشركاه (1945).
ألكسندرا كولّونتاي: سفيرة من روسيا، نيويورك: لونغمانز، غرين وشركاه (1947).
من اليومي المأكول: الطبخ المنزلي، المكسيك: إديتوريال باتريا (1951).
في جوعي أنا الأمر، المكسيك: ليبرو ميكس إديتوريس (1959).

## الاعمال المترجمة
إيرفينغ، هـ.: المسرح كما هو وفن التمثيل، مدريد، ر. فيلاسكو (1905).
هافلوك إليس، هـ.: دراسات في علم النفس الجنسي، مدريد، دار ريوس (1913).
إليوت، ج.: سيلاس مارنر، مدريد، كالبه (1919).
كونان دويل، أ.: الوحي الجديد، مدريد، دار بويو (1920).
أوستن، ج.: دير نورثانغر، مدريد، مطبعة رينوفاثيون (1921).
بروتون، ر.: مثل الزهور: رواية، مدريد، ريفادينييرا (1922).
ميريل، ك.: جوليا تنتهز الفرصة، مدريد، ريفادينييرا (1929).
هاكيت، ف.: الملك ذو اللحية الزرقاء: هنري الثامن وزوجاته الست، مدريد، دار إسبانيا، خلفاء ريفادينييرا (1931).
ويستمارك، إ.: تاريخ الزواج، مدريد، دار إسبانيا (1932).
دو موباسان، غي: الوسيم، المكسيك، دار لييندا (1945).
روسي لودومي، ڤ. وماتريكاردي، ف.: الملعقة الفضية: كتاب الطبخ، المكسيك، أوتيخا (1965).
براندون، م.: ڤيوليتا والحياة من أجل الحب، مدريد، ڤي. هـ. سانث كايّخا، بلا تاريخ.

## الاعمال غير المنشورة
أميلاني. عمل مودع في الأرشيف الوطني لكاتالونيا.
الطائر الطنان. ملخّص لفيلم بقلم إيزابيل دي بالينسيا. عمل مسجل في الاتحاد الوطني للفنانين بالمكسيك.
الجريمة الكبرى. عمل مودع في الاتحاد الوطني للفنانين بالمكسيك.
بائع الدخان. عمل مسجل في الاتحاد الوطني للفنانين بالمكسيك.
نهاية امرأة. عمل مسجل في الاتحاد الوطني للفنانين بالمكسيك.
لابويرا رودريغيث. نص سينمائي مستوحى من العمل الذي يحمل الاسم نفسه، من تأليف أرتيميو دي أريثبي عن ماريا إغناسيا رودريغيث. عمل مسجل في الاتحاد الوطني للفنانين بالمكسيك.
تاريخ الباليه. 140 بطاقة ومقدّمة. عمل مسجل في الاتحاد الوطني للفنانين بالمكسيك.
الشابة أمريكا. عمل مسجل في الاتحاد الوطني للفنانين بالمكسيك.
المولاتو من كوردوبا. عمل مسجل في الاتحاد الوطني للفنانين بالمكسيك.
ما يجرفه البحر أو دم البحر. دراما أصلية في ثلاثة فصول ومشهد تصويري. عمل مسجل في الاتحاد الوطني للفنانين بالمكسيك.
دمى السيد ديسيديريو. عمل مسجل في الاتحاد الوطني للفنانين بالمكسيك.
نساء في التاريخ والأسطورة. عمل مسجل في الاتحاد الوطني للفنانين بالمكسيك.
نساء مكسيكيات في التاريخ…. عمل مسجل في الاتحاد الوطني للفنانين بالمكسيك.
الأخت خوآنا إينيس دي لا كروز. عمل مسجل في الاتحاد الوطني للفنانين بالمكسيك.
قبلة في وقتها. عمل مسجل في الاتحاد الوطني للفنانين بالمكسيك.
السندان والمطرقة أو بذور الكراهية. ملخّص لفيلم بقلم إيزابيل دي بالينسيا. عمل مسجل في الاتحاد الوطني للفنانين بالمكسيك.
في عام 2013، منح «المنتدى الدراسي للمرأة» في جامعة مالقة «الجائزة الثالثة والعشرين للبحث فيكتوريا كينت» للسيرة الذاتية عنها بعنوان: إيزابيل دي بالينسيا. الدبلوماسية، الصحافة والنضال في خدمة الجمهورية، من تأليف الأستاذة ماتيلدي إيروا سان فرانسيسكو.
في عام 2017، قدّمت المخرجة المسرحية بلانكا بالتيس على خشبة «مسرح ماريا غيريرو» مسرحيتها بياتريث غاليندو في ستوكهولم، التي أرادت من خلالها إحياء وتكريم إيزابيل أويارثابال، كإحدى ممثلات العصر الذهبي في الفكر النسوي الإسباني خلال العقود الأولى من القرن العشرين.
في يوليو 2018، أنشأت «جمعية هيرستوركاس: التاريخ، النساء والجندر» بالتعاون مع «تجمع مؤلفات القصص المصورة» مشروعًا ثقافيًا وتعليميًا لإبراز المساهمة التاريخية للنساء في المجتمع والتفكير في غيابهن، تمثّل في لعبة أوراق، خُصّصت إحدى هذه الأوراق لإيزابيل أويارثابال.
في عام 2023، رسم الفنان إدِيغوراس جداريّة في شارع سوناتا في حي تياتينوس بمدينة مالقة، مخصصة لسبعة وثلاثين من أعلام مالقة البارزين، من بينهم إيزابيل أويارثابال إلى جانب شخصيات أخرى مثل عباس بن فرناس، عمر بن حفصون، شلومو بن غابيرول، بابلو بيكاسو، ماريا زامبرانو، أنيتا ديلغادو وماريسول وغيرهم.
في فبراير 2025، أعلن «وزارة الخارجية الإسبانية» عن إنشاء جائزة إيزابيل أويارثابال لتكريم النساء القياديات في مجال الدبلوماسية والعلاقات الدولية.